# اسدالله حیدری
اسدالله حیدری (متولد ۱۳۲۳) از فرماندهان ارتش ایران و رئیس کانون بازنشستگان ارتش است. او مدتی رئیس فدراسیون تیراندازی ایران و جانشین رئیس ستاد مشترک ارتش جمهوری اسلامی ایران بود. 

## آثار
- دنیای تیراندازی، اسدالله حیدری، ناشر: حیدری، اسدالله، ۱۳۸۲